# Mabel Capper

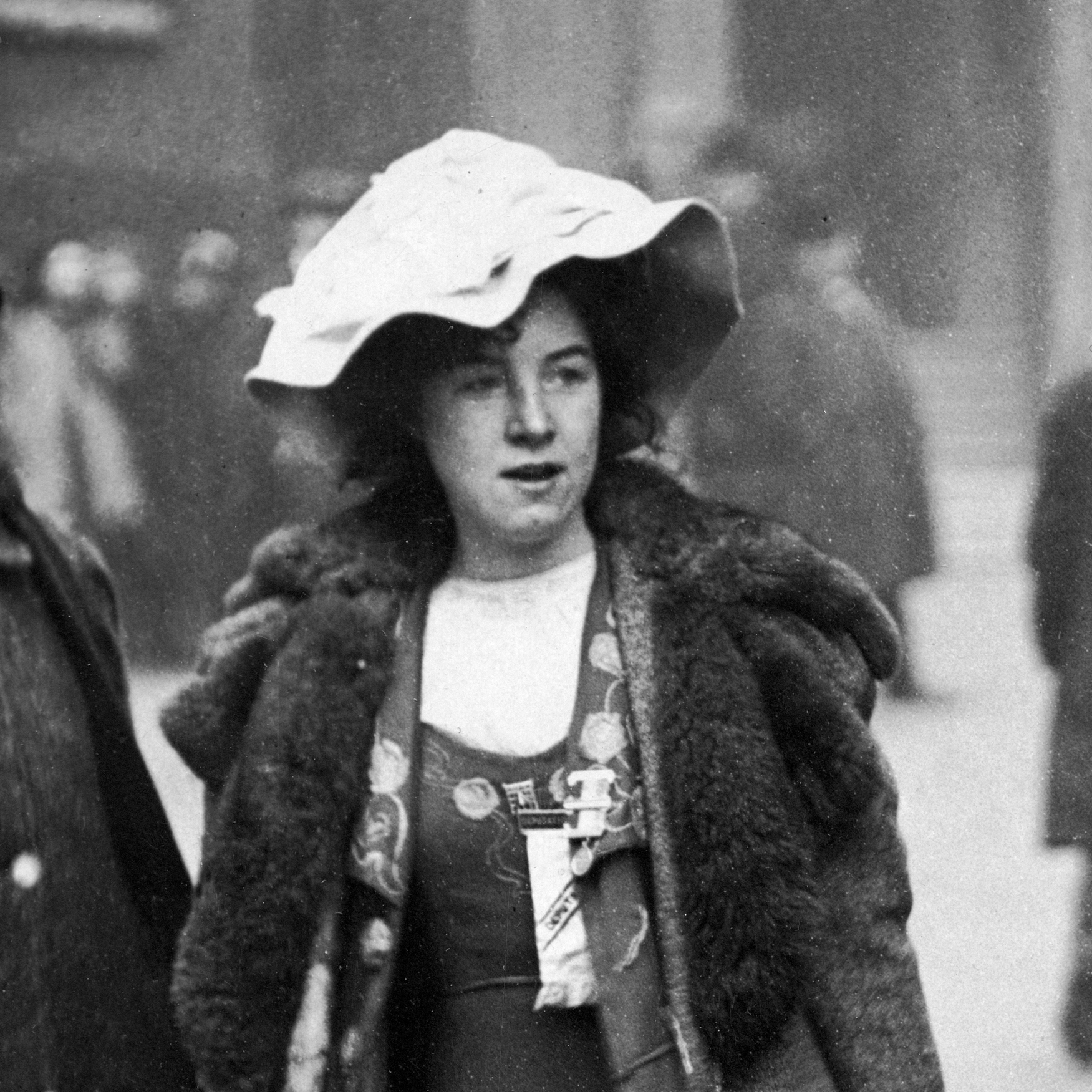
Mabel Capper, 1912

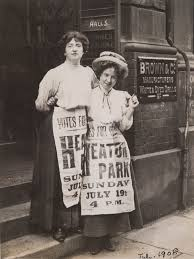
Mabel Capper (rechts) und Patricia Woodlock mit Plakaten für Suffragetten-Veranstaltungen, 1908

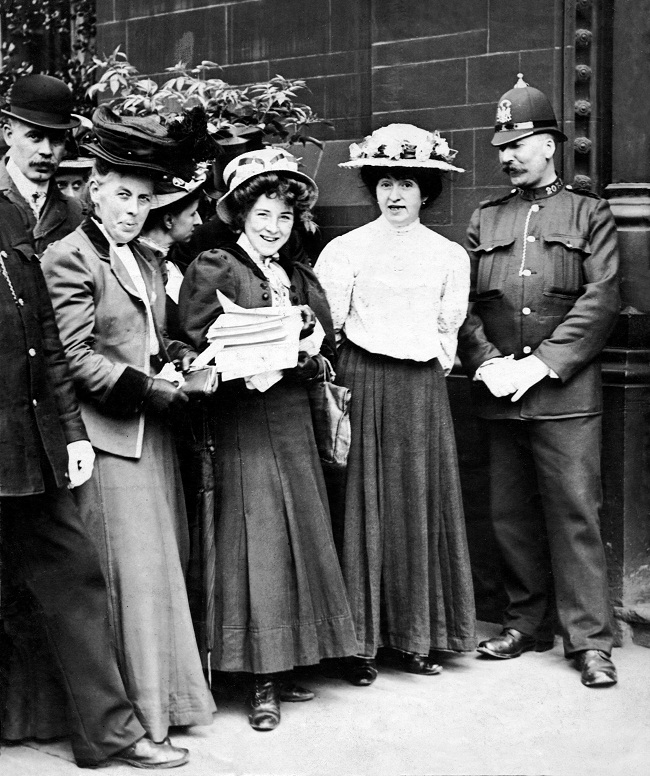
Mabel Capper (Mitte) mit einer Petition zu Votes for Women, 1910

Mabel Henrietta Capper (* 23. Juni 1888 in Brook's Bar, Chorlton-on-Medlock, Manchester; † 1. September 1966 in St Leonards-on-Sea, Hastings, East Sussex) war eine englisch-britische Suffragette. Zwischen 1907 und 1913 widmete sie ihre ganze Zeit der militanten Women’s Social and Political Union (WSPU) im Kampf für das Frauenwahlrecht. Sie wurde sechsmal inhaftiert, trat in den Hungerstreik und war eine der ersten Suffragetten, die zwangsernährt wurden.

## Leben
Capper wurde als Tochter von Elizabeth Jane Crews, selbst eine Suffragette, und William Bently Capper, einem Chemiker und ehrenamtlicher Sekretär des Manchester-Zweiges der Men’s League for Women’s Suffrage, geboren. Ein Bruder, William Bently Capper, wurde 1890 geboren. Als die Kinder noch klein waren, zog die Familie nach Manchester.
Capper trat 1907 der Women’s Social and Political Union (WSPU) bei und arbeitete als Organisatorin für den Manchester-Zweig. Im Jahr 1908 lebte sie in London und gab als Adresse 4 Clement's Inn an, die Adresse des Ehepaars Emmeline und Frederick Pethick-Lawrence.
Capper und Patricia Woodlock traten 1908 mit Plakaten für Frauenveranstaltungen in Liverpool auf und versuchten, in die ausschließlich von Männern besuchte Royal Exchange in Manchester einzutreten. Im Oktober 1908 nahm Capper zusammen mit Christabel Pankhurst, Emmeline Pankhurst und anderen Suffragetten am Versuch Teil, in das House of Commons einzudringen. Capper wurde wegen „vorsätzlicher Behinderung“ angeklagt. Während der Verhandlung war sie vollständig in den Farben der WSPU gekleidet und trug eine Schärpe, einen Gürtel und ein Hutband mit der Aufschrift „Votes for Women“. Sie verbrachte einen Monat im Holloway Prison, weil sie sich weigerte, die auferlegte Geldstrafe zu bezahlen.
Im Juli 1909 wurde Capper zusammen mit Mary Leigh, Emily Davison und bis zu zehn weiteren Frauen erneut wegen Behinderung der Polizei angeklagt, als sie eine Versammlung in Limehouse störte, auf der David Lloyd George eine Rede hielt. Sie wurde zu 21 Tagen Haft verurteilt. Die inhaftierte Capper trat in einen Hungerstreik und wurde nach sechs Tagen wieder freigelassen. Im September 1909 wurde Capper zusammen anderen vor dem Polizeigericht von Birmingham erneut angeklagt, weil sie bei einer Versammlung, die von Premierminister H. H. Asquith abgehalten wurde, die Ordnung gestört, die Polizei angegriffen und Fensterscheiben eingeschlagen hatten. Sie wurde in das Winson Green Prison eingewiesen. Capper trat zusammen mit Mary Leigh, Charlotte Marsh, Laura Ainsworth und Evelyn Burkitt in den Hungerstreik und wurden die ersten Suffragetten, die zwangsernährt wurden. Capper wurde mit anderen danach von der WSPU mit einer Hungerstreik-Medaille „für Tapferkeit“ ausgezeichnet. Im November 1909 wurde Capper zusammen mit Selina Martin, Laura Ainsworth, Nellie Hall, Gladys Mary Hazel, Brett Morgan und anderen wegen ungebührlichen Verhaltens und Behinderung einer von Asquith am Victoria Square in Birmingham abgehaltenen Versammlung angeklagt. Die Polizei behauptete, sie sei auf eine Statue von Queen Victoria gestiegen und habe sich geweigert, der Aufforderung des stellvertretenden Polizeipräsidenten, herunterzusteigen, nachzukommen.
Im Februar 1910 erstattete Capper zusammen mit Dora Marsden und Mary Gawthorpe Anzeige wegen Körperverletzung gegen drei Männer. Die Suffragetten behaupteten, die gut gekleideten Männer (well dressed hooligans) hätten sie angegriffen, ihre Fahne zerbrochen und weggeworfen und dann Capper in einem Wahllokal in Southport, in dem sie eine Mahnwache abhielten, „über den Kopf von Miss Gawthorpe gehoben und sie mit dem Kopf voran in den Wagen zurückgeworfen“. Die Anklage wurde jedoch abgewiesen. Im November 1910 stand sie zusammen mit anderen vor dem Polizeigericht in der Bow Street unter der Anklage, die Fenster des Kolonialministeriums eingeschlagen zu haben. Der vorsitzende Magistrat bezeichnete sie dabei als quite a child.
Im März 1911 beklagte Capper zusammen mit Emily Davison in einem Schreiben an den Manchester Guardian, dass Winston Churchill eine Untersuchung über die Behandlung von Suffragetten durch die Polizei ablehnte. Es würde Beschwerden von Frauen über Misshandlungen „als hysterisches Geschwätz aufgeregter Frauen abgetan“. Im November 1911 wurde Capper inhaftiert, weil sie anlässlich des Besuchs von Lloyd George in Bath die Fenster des dortigen Postamts zertrümmert hatte.
Im Juli 1912 wurde Capper zusammen mit Mary Leigh, Lizzie Baker und Gladys Evans wegen schwerer Körperverletzung, vorsätzlicher und böswilliger Sachbeschädigung, Herbeiführung einer lebensgefährlichen Explosion und Inbrandsetzung des Theatre Royal in Dublin angeklagt. Das Theater war Schauplatz einer Versammlung von 4.000 irischen Nationalisten, zu der Premierminister Asquith sprechen sollte. Der Premierminister wurde herzlich empfangen und forderte in seiner Rede dazu auf, Vorschläge in den Entwurf der Home Rule Bill einzubringen. Auf die Rufe Votes for Women folgten das Geräusch einer explodierenden Handtasche und ein Brand im Vorführraum des Kinos. Es wurde berichtet, dass eine der Angeklagten später ein Beil in den Wagen mit dem Premierminister warf. Capper wurde während des Prozesses im Central Bridewell Prison inhaftiert, die Anklage gegen sie wurde jedoch schließlich zurückgezogen.
Mit Beginn des Ersten Weltkriegs und dem Aussetzen militanter Aktionen durch die Suffragetten trat Capper dem Volunteer Aid Detachment bei. 1908 hatte Capper an den Manchester Guardian gegen das Argument, dass Frauen, da sie nicht zur Armee eingezogen werden sollten, auch nicht wählen sollten, geschrieben:

„ […] there is no reason in denying the rights of citizenship to women on these grounds. – When our men set out to battle they do not go alone. They are accompanied by an army of women, whose duty it is to tend those stricken in the fight. They endure the same hardships, undergo the same risks. Is their work less noble? Does the State owe them a lighter debt?“

Später engagierte sie sich in pazifistischen und sozialistischen Bewegungen. Nach dem Krieg arbeitete sie von 1919 bis 1922 als Journalistin für den Daily Herald. 1921 heiratete sie in Hampstead den Schriftsteller Cecil Chisholm. Aus der Ehe gingen keine Kinder hervor.
Im Oktober 1912 wurde Cappers Theaterstück The Betrothal of Number 13 am Royal Court Theatre aufgeführt, „ein Stück über das Leben der Arbeiterklasse, geschrieben mit einem gewissen Maß an Sympathie und Charakter“, in dem es um das Stigma ging, das selbst Unschuldigen durch eine Inhaftierung auferlegt wird.
Ihr Interesse am Feminismus und am Schicksal der Unterprivilegierten behielt Capper ihr Leben lang bei. 1963 schrieb sie eine Rezension von Mary Gawthorpes Buch Up Hill to Holloway und erinnerte wie Gawthorpe, die aus der Arbeiterklasse stammte, 1904 zu ihrer ersten Rede mit dem Titel The Children under Socialism „über die Notwendigkeit der Versorgung armer Kinder von Arbeitslosen und Bedürftigen mit angemessener Nahrung und Kleidung während des Winters“ aufgerufen wurde. Es wäre eine Zeit der wirtschaftlichen Depression und, „vom Standpunkt der Arbeiterschaft aus gesehen, die Zeit der Nachwirkungen des Südafrikanischen Krieges“ gewesen. Bei der Rekrutierung für diesen Krieg „hatte man die üblichen Entdeckungen gemacht: schlechte körperliche Verfassung, Unterernährung und schlechte Zähne.“ Capper merkte an, dass es im Jahr 1963 lebend, schwierig war zu erkennen, „wie knapp die Wohlfahrt in jenen Tagen war. Alles hing von der Freiwilligkeit ab, und die Mittel waren in jenem Winter 1905 erschöpft. Bis Februar waren insgesamt 323.414 Abendessen ausgegeben worden […] Strengste Sparsamkeit war erforderlich, und Linsen, die etwa einen halben Penny pro Mahlzeit kosteten, scheinen die Grundnahrung gewesen zu sein.“
Capper zog 1946 in das Windrush Cottage in Fairlight bei Hastings. In den letzten zehn Jahren ihres Lebens war sie durch Arthrose verkrüppelt und benötigte Vollzeitpflege. Sie starb 1966 im Leolyn Nursing home in St. Leonards-on-Sea. 2018 wurde der Gemeindesaal im Rathaus von Warrington zu ihrem Gedenken in Mabel Capper Room umbenannt.